# Оселедець чорноморський
Оселедець чорноморський, також відомий чорноморсько-азовський прохідний або дунайський оселедець (Alosa immaculata), — риба з родини оселедцевих.

## Опис
Довжина до 45 см (зазвичай до 30 см), вага до 1  кг. Тіло видовжене. Голова довга, вузька, в середньому 24 % довжині тіла. Зуби гарно розвинені на обох щелепах. Зябрових тичинок 47—69, в середньому 55, вони тонкі та недовгі, рівні або трохи коротші за зяброві пелюстки, зазвичай мають шипики. D III—IV 13-18; A II—III 16-20. Хребців 48-53. Черевних шипів 30-36. Пілоричних придатків 19-59. Спина та голова синьо-зелені, черево та боки — сріблясто-білі з рожевим відтінком. На зябрових кришках зазвичай є темна пляма.

## Поширення
Прохідна риба Чорного та Азовського морів. Розповсюджена вздовж берегів Чорного моря, особливо в північно-західній частині. Входить в Дон, Дністер, Дунай, Південний Буг.

## Спосіб життя
Тривалість життя — до 7 років. Зграйна риба. Зустрічається на глибинах 3 — 90 м. Є дві форми оселедця — велика (близько 30 см) та дрібна (до 20 см). Вони відрізняються швидкістю росту та строками нересту. Живиться зазвичай рибою (73 % — хамса, шпрот, тюлька), також ракоподібними (9,5 %). Зимує у Чорному морі біля берегів Кавказу, Болгарії, Румунії. Весною з'являється у Керченській протоці. Спочатку йде велика форма оселедця, потім — дрібна. Заходить у річки з середини квітня до червня — липня. Молодь скочується у море у липні — вересні. На зиму у Чорне море спочатку виходить дрібна форма, потім велика. Зворотний хід у море закінчується у листопаді — грудні.

## Розмноження
Риби великої форми досягають статевої зрілості у віці 3 — 5 років, дрібної на 2 рік. Нерестова міграція починається навесні, раніше йде велика форма. Нерест порційний у травні — серпні, у річках, на великій відстані від гирла, при температурі 17,5—26° С. Ікра пелагічна, плодючість 34—49 тисячі ікринок. Молодь зносить течією у море, зазвичай у липні — серпні. В Азовське море молодь заходить у жовтні.

## Охорона
На більшій частині ареалу стан природних популяцій виду залишається більш-менш стабільним. Саме тому він, згідно Червоного списку МСОП, отримав охоронну категорію «відносно благополучний вид». Але в окремих регіонах спостерігається тенденція до зниження чисельності популяції виду. Тому оселедець чорноморський занесений до Бернської конвенції (Додаток III. Види фауни, що підлягають охороні), а також до Директиви Європейського Союзу 92/43/ЄС «Про збереження природних оселищ та видів природної фауни і флори» (Додаток II. Види рослин і тварин, що становлять особливий інтерес для Європейського Союзу, збереження яких потребує створення територій особливої охорони).

## Практичне значення
Цінна промислова риба.